# Claudia de colonia Novi Comi
Claudia de colonia Novi Comi va ser una llei romana adoptada a proposta del cònsol Marc Claudi Marcel, i considerada contrària a Juli Cèsar. Cèsar havia establert la colònia de Comum i aquesta llei privava a la ciutat del dret de ciutadania que li havia atorgat anteriorment la llei Vatinia de colonis.